# Five Points (Carolina del Nord)
Five Points és una concentració de població designada pel cens dels Estats Units a l'estat de Carolina del Nord. Segons el cens del 2000 tenia 306 habitants.

## Demografia
Segons el cens del 2000, Five Points tenia 306 habitants, 113 habitatges i 91 famílies. La densitat de població era de 22,1 habitants per km².
Dels 113 habitatges en un 38,1% hi vivien nens de menys de 18 anys, en un 50,4% hi vivien parelles casades, en un 21,2% dones solteres, i en un 18,6% no eren unitats familiars. En el 15,9% dels habitatges hi vivien persones soles el 5,3% de les quals corresponia a persones de 65 anys o més que vivien soles. El nombre mitjà de persones vivint en cada habitatge era de 2,71 i el nombre mitjà de persones que vivien en cada família era de 2,91.
Per edats la població es repartia de la següent manera: un 27,5% tenia menys de 18 anys, un 12,7% entre 18 i 24, un 29,1% entre 25 i 44, un 20,6% de 45 a 60 i un 10,1% 65 anys o més.
L'edat mediana era de 32 anys. Per cada 100 dones de 18 o més anys hi havia 93 homes.
La renda mediana per habitatge era de 51.313 $ i la renda mediana per família de 45.729 $. Els homes tenien una renda mediana de 14.796 $ mentre que les dones 18.958 $. La renda per capita de la població era de 14.872 $. Entorn del 7% de les famílies i el 9,9% de la població estaven per davall del llindar de pobresa.

## Poblacions més properes
El següent diagrama mostra les poblacions més properes.